# In allen meinen Taten
In allen meinen Taten (Dans tout ce que je fais), (BWV 97), est une cantate religieuse de Johann Sebastian Bach composée à Leipzig en 1734.

## Histoire et livret
Des doutes demeurent quant à la date et la destination de cette cantate chorale. Bach l'écrivit en 1734, sans autre précision, une dizaine d'années après son cycle annuel de cantates, la même année que l’Oratorio de Noël, un an après le Kyrie et le Gloria de sa Messe en si mineur. Il a daté le manuscrit lui-même mais l'occasion n'est pas spécifiée. L’œuvre a peut-être été originellement composée pour un mariage, parce que la partition montre en haut du septième mouvement les mots biffés : « nach der Trauung » (après le mariage). Une copie ultérieure mentionne le cinquième dimanche après la Trinité. Le texte reprend neuf strophes inchangées du choral de Paul Fleming, publié en 1642. Les six lignes de chaque strophe riment par paires : 1 et 2, 4 et 5, 3 et 6. Le texte a été écrit en 1633 au départ d'un « long et dangereux voyage » à Moscou et reflète un « début au nom de Dieu ». Bach a disposé neuf strophes en autant de mouvements, encadrant une séquence d'arias et de récitatifs par un chœur d'ouverture et un choral final. Bach a dirigé deux fois la cantate à Leipzig, une première fois, probablement le dimanche 25 juillet 1734 et une deuxième fois entre 1740 et 1747.

## Structure et instrumentation
La cantate est écrite pour deux hautbois, bassons, violon obligé, cordes, violoncelle, orgue,  basse continue, quatre solistes (soprano, alto, ténor, basse) et chœur à quatre voix.
Il y a neuf mouvements :
1. chœur : In allen meinen Taten,
2. aria (basse) : Nichts ist es spat und frühe
3. récitatif (ténor) : Es kann mir nichts geschehen
4. aria (ténor) : Ich traue seiner Gnaden
5. récitatif (alto) : Er wolle meiner Sünden
6. aria (alto) : Leg ich mich späte nieder
7. duo (soprano et basse) : Hat er es denn beschlossen
8. aria (soprano) : Ihm hab ich mich ergeben
9. chœur : So sei nun, Seele, deine,

## Musique
Dans les deux mouvements choraux, Bach reprend la mélodie de l'hymne mais compose une musique sans rapport avec la mélodie dans les autres mouvements de la cantate. Le poète écrit des paroles pour s'ajuster à la mélodie bien connue « Innsbruck, ich muß dich lassen (en) » de Heinrich Isaac vers 1490. Bach l'a utilisé deux fois dans sa Passion selon saint Matthieu, dans les mouvements 10 (Ich bin's, ich sollte büßen) et 37 (Wer hat dich so geschlagen).
En accord avec le début, Bach arrange le choral d'ouverture dans le style d'une ouverture à la française dans une séquence fuguée lente-rapide (fugue), comme il l'a déjà fait dès 1714 dans 1714 Nun komm, der Heiden Heiland, (BWV 61), commençant une nouvelle année liturgique. La section lente, section, indiquée « grave » en notes prolongées, est instrumentale, tandis que dans la section rapide, indiquée « vivace », l'orchestre joue une fugue, à laquelle soprano chante le cantus firmus de la mélodique vers après vers en longues notes, alors que les voix basses prennent part à l'imitation des motifs instrumentaux. Après le dernier vers toutes les voix se joignent dans une « urgente déclaration finale homophonique ».
Bach a structuré les mouvements internes appelés "versus" (strophe en latin), en cinq arias et 2 récitatifs, faisant monter les voix des plus basses aux plus hautes, intensifiant l'instrumentation des instruments du continuo à l'obbligato. Il a gardé la structure du texte, deux parties égales dans tous ces mouvements sauf dans le  duo qui montre une forme da cappo modifiée. Les récitatifs sont simples, le premier (versus 3) est secco, le second (versus 5) est accompagnée par les cordes. Le second versus est introduit par une ritournelle du continuo sur un thème qu'entonne la basse. Le quatrième versus est illuminé par une partie de violon virtuose, peut-être comme une image de la grâce de Dieu dans « Ich traue seiner Gnaden » (J'ai confiance dans sa grâce). John Eliot Gardiner rapporte cela au style de Bach dans ses sonates et partitas pour violon solo. Les cordes ouvrent le sixième avec des motifs illustrant le repos et le mouvement, ce qui est évident quand l'alto chante : « Leg ich mich späte nieder » (allonge toi), « erwache » (éveille toi), « lieg oder ziehe fort » (reste immobile ou va de l'avant). Le septième versus est disposé en duo avec continuo. La ritournelle commence avec un thème également utilisé plus tard par les voix et se termine par un motif caractéristique illustrant la résolution d'« accepter mon sort ». Dans la dernière aria, les hautbois soutiennent la soprano qui chante en longs mélismes : « Je me suis soumis à Lui ».
Dans le choral final, les cordes jouent trois parties indépendantes en plus des quatre parties vocales tandis que les hautbois jouent la mélodie du choral, dont Gardiner dit qu'elle « augmente la luminescente harmonie ». Appelé « couronnement des cantiques » par Dürr, ce dernier mouvement équilibre le premier et ajoute du poids au texte récapitulatif de la strophe finale.

## Sources
- Gilles Cantagrel, Les cantates de J.-S. Bach, Paris, Fayard, mars 2010, 1665 p.  (ISBN 978-2-213-64434-9)

- (en) Cet article est partiellement ou en totalité issu de l’article de Wikipédia en anglais intitulé « In allen meinen Taten, BWV 97 » (voir la liste des auteurs).